# 8 ottobre
L'8 ottobre è il 281º giorno del calendario gregoriano (il 282º negli anni bisestili). Mancano 84 giorni alla fine dell'anno.

## Eventi
- 316 – Costantino I sconfigge l'imperatore Licinio nella battaglia di Cibalae
- 451 – A Calcedonia, una città della Bitinia in Asia Minore, si apre la prima sessione del Concilio di Calcedonia (terminerà il 1º novembre)
- 1075 – Demetrius Zvonimir viene eletto re di Croazia
- 1451 - La Diocesi di Castello viene elevata a patriarcato col nome di Patriarcato di Venezia
- 1480 – Nel Grande scontro sul fiume Ugra l'esercito di Akhmat Khan viene sconfitto dalle armate di Ivan III
- 1582 – Questo giorno non esiste nel calendario gregoriano: per riallineare il calendario alle stagioni, i giorni dal 5 al 14 ottobre 1582 vengono saltati
- 1600 – San Marino adotta la sua costituzione scritta
- 1604 – Viene avvistata per la prima volta la supernova Keplero
- 1815 – L'ex-re di Napoli Gioacchino Murat sbarca con ventotto compagni a Pizzo Calabro per cercare di recuperare il proprio trono, ma è arrestato
- 1862 – Guerra di secessione americana: battaglia di Perryville – Le forze dell'Unione del generale Don Carlos Buell fermano l'invasione confederata del Kentucky sconfiggendo le truppe guidate dal generale Braxton Bragg a Perryville (Kentucky)
- 1871
  - Nel Wisconsin, un incendio boschivo divampa in sei contee, facendo 1.100 vittime
  - Grande incendio di Chicago: un grosso incendio a Chicago brucia 4.900 km² in un giorno, distruggendo circa 17.450 edifici, uccidendo 250 persone e lasciandone altre 90.000 senzatetto
- 1912 – Inizia la prima guerra balcanica: il Montenegro dichiara guerra alla Turchia
- 1918 – Prima guerra mondiale – Nella Foresta delle Argonne in Francia, il caporale statunitense Alvin C. York uccide 25 soldati tedeschi e ne cattura 132, praticamente da solo
- 1939 – Seconda guerra mondiale: la Germania si annette la Polonia occidentale
- 1941 – Seconda guerra mondiale: durante l'Invasione dell'Unione Sovietica le truppe tedesche raggiungono il Mar d'Azov e conquistano Mariupol'
- 1956 – Don Larsen, pitcher dei New York Yankees compie il primo (e unico) gioco perfetto nella storia delle World Series, in gara 5
- 1967 – Che Guevara e i suoi uomini vengono catturati in Bolivia
- 1968 – Guerra del Vietnam: Operazione Sealords – Forze statunitensi e sudvietnamite lanciano una nuova operazione nel Delta del Mekong
- 1970 – Guerra del Vietnam: a Parigi, una delegazione comunista rigetta la proposta fatta dal presidente statunitense Richard Nixon, avanzata il 7 ottobre, come "una manovra per ingannare l'opinione pubblica mondiale"
- 1982 – Il governo polacco mette al bando Solidarność
- 1985 – Durante il dirottamento della nave Achille Lauro viene ucciso il cittadino statunitense Leon Klinghoffer
- 1990 – Conflitto israelo-palestinese (Massacro di Al-Aqsa).a Gerusalemme, la polizia israeliana uccide 17 palestinesi e ne ferisce oltre 100, nei pressi del Tempio delle Rocce, sulla Collina dei Templi.
- 1991 – Il parlamento croato taglia gli ultimi legami con la Jugoslavia
- 2000 – Michael Schumacher vince il campionato mondiale di Formula 1 riportando il titolo iridato alla Scuderia Ferrari 21 anni dopo Jody Scheckter

- 2001 – Disastro aereo di Linate: un bimotore Cessna Citation e un aereo della SAS si scontrano nella nebbia in fase di decollo all'Aeroporto di Milano-Linate; 118 vittime
- 2005 – Un terremoto di magnitudo 7,6 scuote il Pakistan nella regione del Kashmir causando più di 30.000 vittime, di cui gran parte bambini

## Nati
Ci sono circa 1 120 voci su persone nate l'8 ottobre; vedi la pagina Nati l'8 ottobre per un elenco descrittivo o la categoria Nati l'8 ottobre per un indice alfabetico.

## Morti
Ci sono circa 490 voci su persone morte l'8 ottobre; vedi la pagina Morti l'8 ottobre per un elenco descrittivo o la categoria Morti l'8 ottobre per un indice alfabetico.

## Feste e ricorrenze

### Civili
Nazionali:
- Cuba - Dia del Guerrillero eroico

### Religiose
Cristianesimo:
- Madonna del Buon Rimedio[1]
- Santa Benedetta di Origny-sur-Oise, martire
- Sant'Evodio di Rouen, vescovo
- San Felice di Como, vescovo
- Sante Palazia e Laurenzia, martiri
- Santa Pelagia di Antiochia
- Santa Porcaria, vergine
- Santa Ragenfreda (Ragenfrida), badessa
- Santa Reparata di Cesarea di Palestina, martire
- San Semeia, profeta
- Santa Taide, penitente
- Sant'Ugo Canefri, confessore
- Beati Giovanni Adams, Roberto Dibdale e Giovanni Lowe, martiri
- Beato Marzio da Pieve di Compresseto, eremita

Religione romana antica e moderna:
- Dies religiosus[senza fonte]
- Ludi Alamannici, quarto giorno